# Zaailint
Een zaailint is een lint van stof of biologisch afbreekbaar kunststof waarin zaden op regelmatige afstand van elkaar zijn opgenomen. Sommige zaden worden hierin geleverd. In een zaailint liggen de zaden al op juiste afstanden van elkaar, de gebruikte afstand is afhankelijk van het soort zaad. Met een zaailint kan een landbouwer/tuinder op arbeidsbesparende manier zaden planten. Op deze manier kunnen hoveniers gemakkelijk op rijen zaaien. Nadat de ondergrond is losgemaakt, moet het zaailint op de grond worden uitgespreid. Het zaailint wordt vervolgens met een zeer dun laagje aarde afgedekt en moet normaal vochtig worden gehouden.